# سامبا غادجيغو
سامبا غادجيغو (مواليد 12 أكتوبر 1954) (بالفرنسية: Samba Gadjigo)‏ مخرج وكاتب سنغالي. عُرف بإخراجه لفيلم سيمبين! سنة 2015.

## الحياة الشخصية
ولد في 12 أكتوبر 1954 في مدينة كديرا بالسنغال. تخرج من جامعة داكار والمدرسة العليا للأساتذة في داكار. حصل بعد ذلك على الدكتوراه من جامعة إلينوي في أوربانا شامبين. يعمل حاليًا أستاذا للغة الفرنسية في كلية ماونت هوليوك، ماساتشوستس منذ عام 1986. 

## مسيرته
في عام 2015، أخرج فيلم سيمبين! مع جيسون سيلفرمان. استند الفيلم إلى حياة المخرج السنغالي عثمان سيمبين الذي يُلقّب بـ «أب السينما الأفريقية». تم عرض الفيلم لأول مرة في مهرجان صندانس السينمائي في ولاية يوتا. حصل الفيلم على إشادة من النقاد   وفاز بالعديد من الجوائز والأوسمة في المهرجانات السينمائية الدولية. وصل الفيلم إلى نهائيات الكاميرا الذهبية في مهرجان كان السينمائي لعام 2015، كما فاز بجائزة لجنة التحكيم في مهرجان الأقصر السينمائي الأفريقي 2016. حصل الفيلم أيضا على جائزة أفضل فيلم وثائقي في مهرجان إيميرج السينمائي.
في عام 2016، حصل غادجيغو على جائزة الكلية للمنح الدراسية. بالإضافة إلى صناعة الأفلام، فهو أيضًا مؤلف لعدد من الكتب. في مارس 2016، تم تكريمه بجائزة ميريبث إي كاميرون (Meribeth E. Cameron) للمنح الدراسية من كلية ماونت هوليوك.

## أعماله
| السنة | الفيلم | الدور               | النوع  |
| ----- | ------ | ------------------- | ------ |
| 2015  | سمبين! | كتابة وإخراج وإنتاج | وثائقي |

## روابط خارجية
- سامبا غادجيغو على موقع IMDb (الإنجليزية)
- سامبا غادجيغو على موقع قاعدة بيانات الفيلم (الإنجليزية)
- سامبا غادجيغو على موقع كينوبويسك (الروسية)